# Volodymyr Kaliuzhny
Volodymyr Kaliuzhny –en ucraniano, Володимир Калюжний– (Kiev, URSS, 5 de julio de 1972) es un deportista ucraniano que compitió en esgrima, especialista en la modalidad de sable.
Ganó una medalla de bronce en el Campeonato Europeo de Esgrima de 2004, en la prueba por equipos. Participó en tres Juegos Olímpicos de Verano, entre los años 1996 y 2004, ocupando el sexto lugar en Sídney 2000 y en Atenas 2004, en la prueba por equipos.

## Palmarés internacional
| Campeonato Europeo | Campeonato Europeo     | Campeonato Europeo | Campeonato Europeo |
| Año                | Lugar                  | Medalla            | Prueba             |
| ------------------ | ---------------------- | ------------------ | ------------------ |
| 2004               | Copenhague (Dinamarca) | Medalla de bronce  | Sable por equipos  |